# Dol pri Šmarjeti
Dol pri Šmarjeti este o localitate din comuna Šmarješke Toplice, Slovenia, cu o populație de 37 de locuitori.